# 3795 Nigel
3795 Nigel eller 1986 GV1 är en asteroid i huvudbältet som upptäcktes 8 april 1986 av den amerikanske astronomen Eleanor F. Helin vid Palomar-observatoriet. Den är uppkallad efter den brittiske astronomen Nigel Henbest.